# Mecocerculus hellmayri
Tiraninho-de-bandas-fulvas ou alegrinho-de-franja-camurça (Mecocerculus hellmayri) é uma espécie de ave da família Tyrannidae.
Pode ser encontrada nos seguintes países: Argentina, Bolívia e Peru.
Os seus habitats naturais são: regiões subtropicais ou tropicais húmidas de alta altitude.